# 国際連合安全保障理事会決議23
国際連合安全保障理事会決議23（こくさいれんごうあんぜんほしょうりじかいけつぎ23、英: United Nations Security Council Resolution 23, UNSCR23）は、1947年4月18日に国際連合安全保障理事会で採択された決議。ギリシャ王国の情勢に関して小委員会を設置するものである。

## 概要
国際連合安全保障理事会決議15によって作成された委員会（ギリシャ王国、アルバニア、ブルガリア、ユーゴスラビアとの国境に沿った国境侵犯の疑いについて調査し、解決策を提案するもの）が委任条件に基づき調査委員会が規定する機能を履行継続するために同委員会の構成国の代表からなる小委員会を設置することを決定した。これにより同委員会は1947年以降も活動を継続することとなった。
決議は9票の賛成で可決されたが、ポーランドとソビエト連邦は棄権した。

## 詳細
以下はその和訳。
安全保障理事会は、
安全保障理事会の新たな決定があるまでの間、1946年12月19日の理事会決議15（1946）により設立された委員会が、委員会がその職務権限に従って定める機能を引き続き遂行するために、各加盟国の代表からなる補助グループを当該地域に維持することを決議する。